# Molnaszecsőd
Molnaszecsőd je vas na Madžarskem, ki upravno spada pod podregijo Körmendi Železne županije.